# TZ Arietis
TZ Arietis este o stea din constelația Berbecul.
1. ↑  The rotation and galactic kinematics of mid M dwarfs in the solar neighborhood[*] Verificați valoarea |titlelink= (ajutor)
2. 1 2 3  The CARMENES search for exoplanets around M dwarfs. Two Saturn-mass planets orbiting active stars[*] Verificați valoarea |titlelink= (ajutor)